# فیلاندر براون
فیلاندر براون (نام علمی: Thylogale browni) کیسه‌داری از تیره درازپایان، سردهٔ کیسه‌راسوها است که در پاپوآی غربی، اندونزی و پاپوآ گینه نو یافت می‌شود. در سیاهه قرمز IUCN، این جانور در وضعیت آسیب‌پذیر طبقه‌بندی شده است.